# Matelea costata
Matelea costata är en oleanderväxtart som först beskrevs av Ignatz Urban, och fick sitt nu gällande namn av G. Morillo. Matelea costata ingår i släktet Matelea och familjen oleanderväxter. Utöver nominatformen finns också underarten M. c. goodfriendii.